# Syndelphax matanitu
Syndelphax matanitu är en insektsart som först beskrevs av George Willis Kirkaldy 1907.  Syndelphax matanitu ingår i släktet Syndelphax och familjen sporrstritar. Inga underarter finns listade i Catalogue of Life.